# Li-Gang-Zwischenfall
Der Li-Gang-Zwischenfall (chinesisch 李剛門 / 李刚门) a ereignete sich am 16. Oktober 2010 auf dem Campus der Hebei-Universität in der nordchinesischen Stadt Baoding.
Der angetrunkene 22-jährige Li Qiming (李启铭), Sohn eines Vize-Polizeichefs, fuhr in seinem Volkswagen Magotan mit überhöhter Geschwindigkeit über den Campus und kollidierte dabei in einer engen Gasse mit zwei Studentinnen. Eine von den beiden (Chen Xiaofeng 陈晓凤, 20 Jahre), starb später im Krankenhaus, die andere (Zhang Jingjing 张晶晶, 19 Jahre) kam mit einem Beinbruch davon.
Li Qiming kümmerte sich nicht um die beiden und fuhr weiter, um seine Freundin am Wohnheim abzusetzen. Auf dem Rückweg wurde Li von Sicherheitskräften der Hochschule aufgehalten. Doch statt Schuldbewusstsein zu zeigen, reagierte er arrogant und äußerte den später berüchtigten Satz:

「有本事你们告去，我爸爸是李刚。」

「Yǒu běnshì nǐmen gào qù, wǒ bàba shì Lǐ Gāng.」

„Klagt mich doch an, wenn ihr könnt! b Mein Vater ist Li Gang.“

Diese Äußerung löste jedoch im Internet einen regelrechten Shitstorm aus. Vier Tage später wurde von der Bloggerin Piggy Feet Beta ein Gedicht-Wettbewerb mit dem mittlerweile geflügelten Wort „Mein Vater ist Li Gang“ ins Leben gerufen, der mehr als 6.000 Einsendungen erhielt. Der Ausspruch steht seitdem als Metapher für den Machtmissbrauch der Funktionärskinder c in China.
Die chinesischen Behörden versuchten zunächst, Berichte über den Vorfall zu unterdrücken, doch verbreitete sich der Protest im Internet so rasch (Renrou Sousuo), dass er nicht mehr zu unterdrücken war. Das führte dazu, dass Li Qiming im Januar 2011 zu sechs Jahren Haft und der Zahlung von Schmerzensgeld verurteilt wurde. Er entschuldigte sich weinend vor laufender Kamera.